# 139 км (зупинний пункт)
139 кілометр — пасажирський зупинний пункт Дніпровської дирекції Придніпровської залізниці на електрифікованій лінії Верхівцеве — Запоріжжя-Кам'янське між станціями Верхньодніпровськ (7 км) та Воскобійня (2 км). Розташована в селищі Аули Кам'янського району Дніпропетровської області

## Пасажирське сполучення
На платформі 139 км зупиняються приміські електропоїзди сполучення Дніпро-Головний — Верхівцеве та Дніпро-Головний — П'ятихатки.